# Chuyến bay 370 của Malaysia Airlines

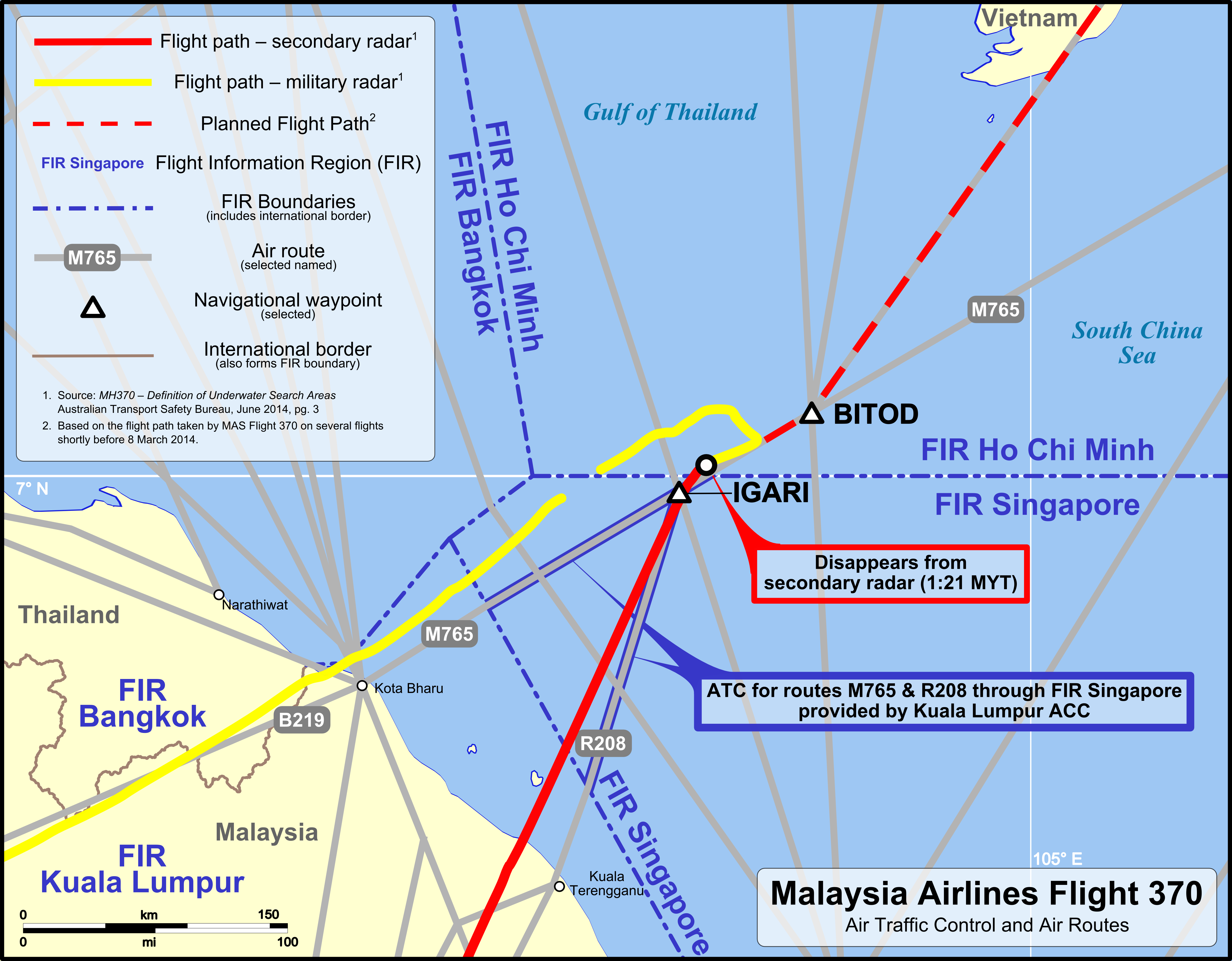
Hành trình

Chuyến bay 370 của Malaysia Airlines (MH370/MAS370) là một chuyến bay quốc tế thường lệ của hãng hàng không Malaysia Airlines đi từ Kuala Lumpur đi Bắc Kinh. Đây đồng thời cũng là chuyến bay liên danh với China Southern Airlines. Khởi hành từ Kuala Lumpur vào lúc vào 0 giờ 41 MST (UTC+8) ngày 8 tháng 3 năm 2014 bằng máy bay Boeing 777-200ER, dự kiến tới Bắc Kinh vào lúc 6 giờ 30 cùng ngày. Máy bay chở 239 hành khách, trong đó có hai trẻ sơ sinh, cùng với 12 thành viên phi hành đoàn. Máy bay đã mất liên lạc khi mới vào vùng radar Hồ Chí Minh thuộc không phận Việt Nam. Nguyên nhân của vụ mất tích vẫn chưa được xác định. Vụ mất tích của chuyến bay này được coi là bí ẩn chưa có lời giải đáp lớn nhất trong lịch sử ngành hàng không, và hiện tại là vụ mất tích máy bay làm thiệt mạng nhiều người nhất.
Theo báo Tuổi Trẻ ngày 8/3/2014, dẫn lời chuẩn đô đốc Ngô Văn Phát, chính ủy Hải Quân vùng 5, cho biết Hải quân vùng 5 của Hải quân Việt Nam đã xác định vị trí máy bay bị rơi tại vùng biển tiếp giáp giữa Việt Nam và Malaysia, cách đảo Thổ Chu, Phú Quốc khoảng 153 hải lý (khoảng 300 km), trong vịnh Thái Lan. Các báo Việt Nam cũng loan tin tìm được vết dầu loang, mảnh vỡ,... Tuy nhiên theo BBC, thì thông tin này chưa chính xác.
Với tất cả 227 hành khách và 12 phi hành đoàn trên tàu được cho là đã chết, sự biến mất của chuyến bay là sự cố nguy hiểm nhất liên quan đến một chiếc Boeing 777 và là vụ tai nạn nguy hiểm nhất trong lịch sử của Malaysia Airlines cho đến khi nó bị Chuyến bay 17 của Malaysia Airlines vượt qua cả hai mặt. MH17 bị bắn hạ khi đang bay qua Ukraina bốn tháng sau đó vào ngày 17 tháng 7 năm 2014. Cả hai vụ việc đã gây ra vấn đề tài chính nghiêm trọng cho Malaysia Airlines, hãng đã được chính phủ Malaysia tái quốc hữu hóa vào tháng 8 năm 2014.
Cuộc tìm kiếm chiếc máy bay mất tích đã trở thành cuộc tìm kiếm tốn kém nhất trong lịch sử hàng không. Ban đầu được tập trung vào Biển Đông và Biển Andaman, trước khi một phân tích mới về liên lạc tự động của máy bay với vệ tinh Inmarsat chỉ ra rằng máy bay đã di chuyển xa về phía nam Ấn Độ Dương. Việc thiếu thông tin chính thức trong những ngày ngay sau vụ mất tích đã gây ra sự chỉ trích gay gắt từ dư luận Trung Quốc, đặc biệt là từ người thân của hành khách. Một số mảnh  vỡ dạt vào bờ biển phía tây Ấn Độ Dương trong năm 2015 và 2016; nhiều trong số này đã được xác nhận là có nguồn gốc từ máy. Sau ba năm tìm kiếm trên diện tích 120,000 km2 (46,332 dặm vuông Anh)  nhưng vẫn không xác định được vị trí của máy bay, Trung tâm Điều phối Cơ quan Liên hợp chỉ đạo hoạt động đã đình chỉ hoạt động tìm kiếm vào tháng 1 năm 2017. Cuộc tìm kiếm thứ hai do Ocean Infinity tiến hành vào tháng 1 năm 2018 nhưng không thành công sau sáu tháng.
Vào thời điểm mất tích thì đây là tai nạn làm thiệt mạng nhiều nhất liên quan tới máy bay Boeing 777 và của ngành hàng không Malaysia. Kỷ lục này đã bị phá sau khi Chuyến bay 17 của Malaysia Airlines bị bắn hạ ở Ukraine 131 ngày sau đó. Sau hai chuyến bay này, Malaysia Airlines gặp rất nhiều khó khăn về tài chính và được cổ phần hóa vào cuối năm 2014. Chính phủ Malaysia đã nhận được nhiều lời chỉ trích đáng kể, đặc biệt là từ Trung Quốc, vì đã không công bố thông tin kịp thời trong những tuần đầu của cuộc tìm kiếm. Vụ mất tích này khiến dư luận chú ý về giới hạn theo dõi máy bay và ghi lại chuyến bay, bao gồm cả thời lượng pin hạn chế của Đèn định vị dưới nước. Tổ chức Hàng không Dân dụng Quốc tế (ICAO) đã thông qua các tiêu chuẩn mới về báo cáo vị trí máy bay trên đại dương, kéo dài thời gian ghi âm cho máy ghi âm buồng lái và bắt đầu từ năm 2020, các thiết kế máy bay mới sẽ được yêu cầu có phương tiện khôi phục máy ghi chuyến bay hoặc thông tin chúng chứa.
Malaysia thông báo bỏ số hiệu MH370 cho chặng bay Kuala Lumpur - Bắc Kinh, để thể hiện sự tôn trọng đối với các hành khách và tổ bay mất tích từ ngày 14/3, với các số hiệu thay thế là MH318 cho chặng Kuala Lumpur - Bắc Kinh, và MH319 cho chặng Bắc Kinh - Kuala Lumpur.

## Hành trình
Chiếc máy bay Boeing 777-200ER do Malaysia Airlines khai thác, đã cất cánh từ thủ đô Kuala Lumpur vào lúc 00:42 MYT (16:42 UTC). Sau 36 phút cất cánh, chiếc máy bay đã liên lạc lần cuối với trạm kiểm soát không lưu lúc 01:19 MYT (17:19 UTC) vào ngày 8 tháng 3 khi máy bay đang bay đến gần Biển Đông, cụ thể là tiến vào không phận của Việt Nam. Trước khi biến mất khỏi radar Kuala Lumpur, trạm kiểm soát không lưu và chiếc máy bay này đã có những lời nói cuối cùng:
ATC: Malaysian 370.
(Malaysia 370.)
ATC: Malaysian 370, contact Ho Chi Minh 120.9, good night.
(Malaysia 370, liên lạc Hồ Chí Minh 120.9, đêm tốt lành.)
MH370: Good night, Malaysian 370. (lời nói cuối cùng của cơ trưởng Zaharie Amad Shah)
(Đêm tốt lành, Malaysia 370.)
Chưa đầy một giờ sau khi cất cánh. Khi máy bay bay đến điểm tham chiếu IGARI, chiếc máy bay bỗng biến mất khỏi màn hình radar của kiểm soát viên không lưu lúc 01:22 MYT (17:22 UTC). Điều kì lạ là chiếc máy bay không liên lạc được với trạm kiểm soát không lưu của thành phố Hồ Chí Minh, Việt Nam, bởi vì chiếc máy bay đã không đăng ký với trạm kiểm soát không luu thành phố Hồ Chí Minh, Việt Nam, tuy nhiên chiếc máy bay này vẫn được theo dõi trên radar quân sự của Malaysia khi máy bay bay về hướng Đông Bắc ban đầu để bay sang hướng Tây và băng qua Bán đảo Mã Lai, sau đó tiếp tục cho đến khi rời khỏi tầm hoạt động của radar quân sự lúc 02:22 khi ở trên Biển Andaman, 200 hải lý (370 km; 230 mi) về phía Tây Bắc đảo Penang ở Tây Bắc Malaysia.
Một nỗ lực tìm kiếm máy bay đã trở thành cuộc tìm kiếm tốn kém nhất trong lịch sử hàng không—được bắt đầu ở vịnh Thái Lan và Biển Đông, nơi tín hiệu của máy bay được ghi lại lần cuối trên radar giám sát thứ cấp, mở rộng đến Eo biển Malacca và Biển Andaman. Dựa theo phân tích truyền thông vệ tinh giữa máy bay và mạng liên lạc vệ tinh của Inmarsat đã kết luận máy bay đã bay về phía nam Ấn Độ Dương, nhưng không thể xác định được tọa độ chính xác. Australia đã mở cuộc tìm kiếm vào ngày 17 tháng 3 trên Ấn Độ Dương. Vào ngày 24 tháng 3, chính phủ Malaysia đã kết luận rằng "Chuyến bay MH370 đã mất tích ở phía nam Ấn Độ Dương". Từ tháng 10 năm 2014 đến tháng 1 năm 2017, cuộc tìm kiếm được mở rộng khoảng 120,000 km2 (46,332 dặm vuông Anh) dưới đáy biển 1,800 km (1,118 mi; 0,972 nmi) phía tây nam của Perth, Tây Úc. Một số mảnh vỡ được tìm thấy trên bờ biển Châu Phi và trên một số đảo ở Ấn Độ Dương được tìm thấy vào ngày 29 tháng 7 năm 2015 trên đảo Réunion được xác nhận là mảnh vỡ máy bay của MH370.
Vào ngày 22 tháng 1 năm 2018, một cuộc tìm kiếm của công ty Ocean Infinity của Mỹ đã bắt đầu trong khu vực tìm kiếm xung quanh tọa độ 35°36′N 92°48′Đ / 35,6°N 92,8°Đ, nơi có nhiều khả năng gặp sự cố nhất theo nghiên cứu được công bố vào năm 2017. Trong nỗ lực tìm kiếm trước đó, Malaysia đã thành lập Nhóm điều tra chung (JIT) để điều tra vụ mất tích với các nhà chức trách và chuyên gia hàng không nước ngoài. Malaysia đã công bố báo cáo cuối cùng liên quan đến MH370 vào tháng 10 năm 2017. Cả phi hành đoàn và hệ thống thông tin liên lạc của máy bay đều không chuyển tiếp tín hiệu báo động, thời tiết xấu hoặc các vấn đề kỹ thuật khác trước khi máy bay mất tích. Hai hành khách lên máy bay hộ chiếu bị đánh cắp đã được điều tra, nhưng sau đó đã được loại ra khỏi danh sách nghi phạm. Cảnh sát Malaysia suy đoán cơ trưởng của chuyến bay là nghi phạm chính nếu sự can thiệp là nguyên nhân dẫn đến vụ mất tích. Nguồn điện đơn vị dữ liệu vệ tinh (SDU) của máy bay đã bị mất từ 01:07 đến 02:03; và liên lạc vệ tinh của Inmarsat lúc 02:25, chỉ 3 phút sau khi máy bay biến mất khỏi màn hình radar. Người ta suy đoán rằng máy bay đã bay về hướng Nam sau khi bay qua phía bắc Sumatra, sau đó tiếp tục bay trong 6 giờ, rồi rơi xuống biển khi nhiên liệu của máy bay đã bị cạn kiệt.

## Sự cố

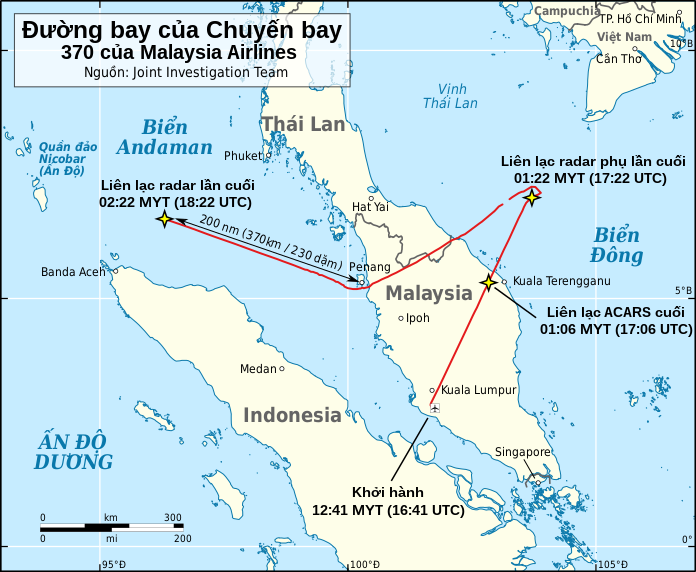
Đường bay đã biết của MH370 (đỏ), do quân đội cung cấp và dữ liệu tại các trạm kiểm soát không lưu.

Chuyến bay khởi hành tại nhà ga M tại sân bay quốc tế Kuala Lumpur lúc 00 giờ 43 phút, nhưng hai giờ sau đó máy bay biến mất khỏi radar ATC và ngừng liên lạc với Trung tâm kiểm soát không lưu Subang.
Hãng hàng không xác nhận rằng họ đã tiến hành hoạt động tìm kiếm cứu nạn. Hãng thông tấn Tân Hoa Xã của nhà nước Trung Quốc cho biết liên lạc với chiếc máy bay đã bị mất trên không phận Việt Nam. Ở Việt Nam, người ta cho rằng máy bay MH370 của Malaysia Airlines rơi ở vùng biển tiếp giáp giữa Việt Nam và Malaysia, cách đảo Thổ Chu, Phú Quốc (Kiên Giang) khoảng 153 hải lý (khoảng 300 km).
Khoảng 16h30 giờ Việt Nam ngày 8/3, một chiếc máy bay khảo sát của Việt Nam báo về trung tâm chỉ huy phát hiện một vệt như dầu loang trên biển. Vệt này dài 20 km, nằm ở toạ độ 7°33′00″B 103°11′07″Đ / 7,55°B 103,1852°Đ, trong vùng thông báo bay Hồ Chí Minh của Việt Nam, vết dầu dài 15–20 km và cách mũi Cà Mau 190 km và cách đảo Thổ Chu 150 km.
Tuy nhiên, ngày 9/3, sau khi kiểm tra lại, Việt Nam khẳng định đây không phải là vết dầu loang.
Sau khi không thấy trả lời từ MH370, Đài không lưu Subang đã yêu cầu một chiếc máy bay khác xuất phát trước 30 phút của Malaysia Airlines bay từ Kuala Lumpur đi sân bay Narita ở Tokyo, Nhật Bản đã liên lạc được với MH370 ngay sau 1h30 sáng 8/3 và hỏi họ có đi vào không phận Việt Nam hay không nhưng chỉ nghe tiếng lầm bầm phía bên kia với đường liên lạc bị nhiễu.

## Máy bay

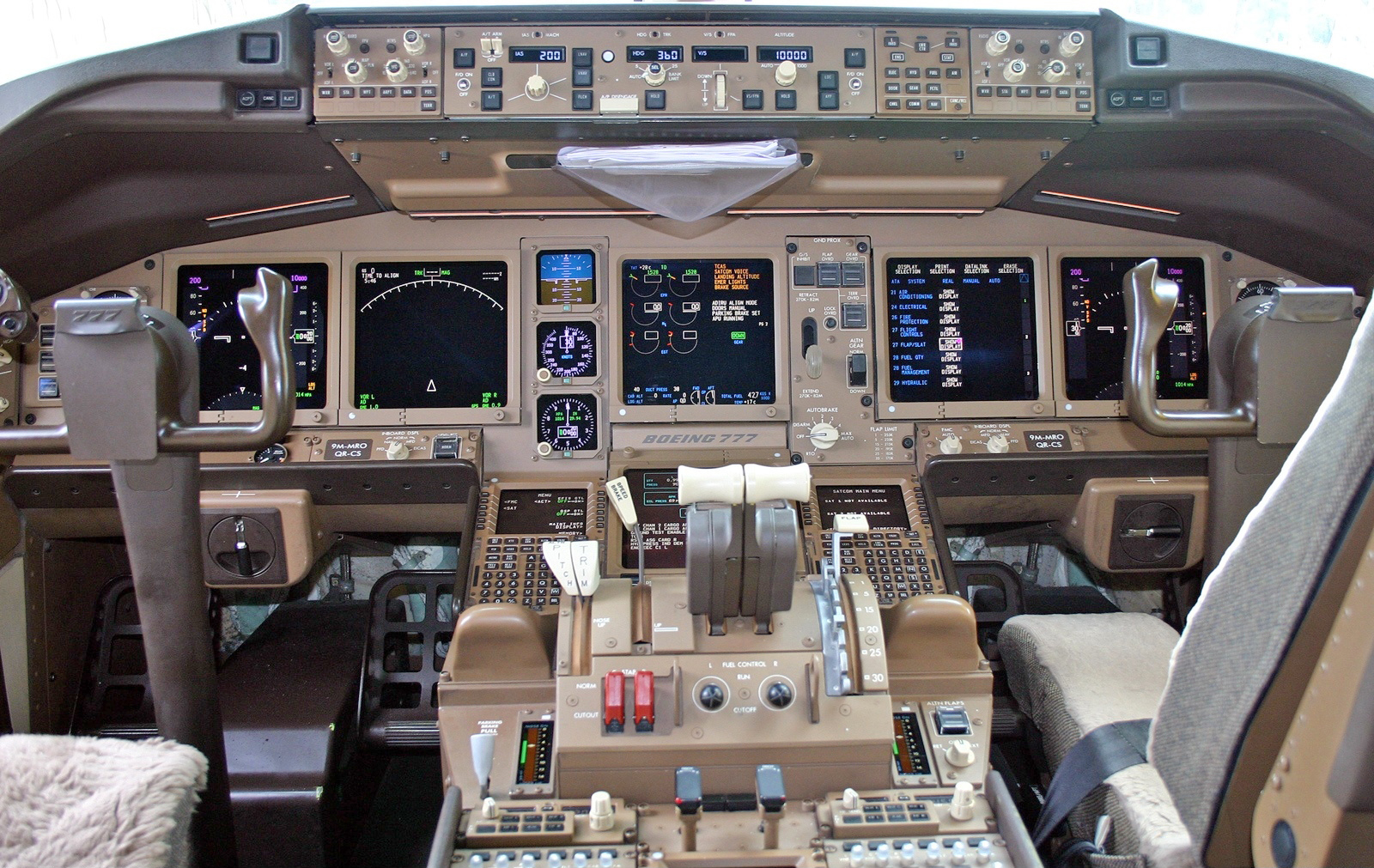
Buồng lái của 9M-MRO, vào tháng 4 năm 2004

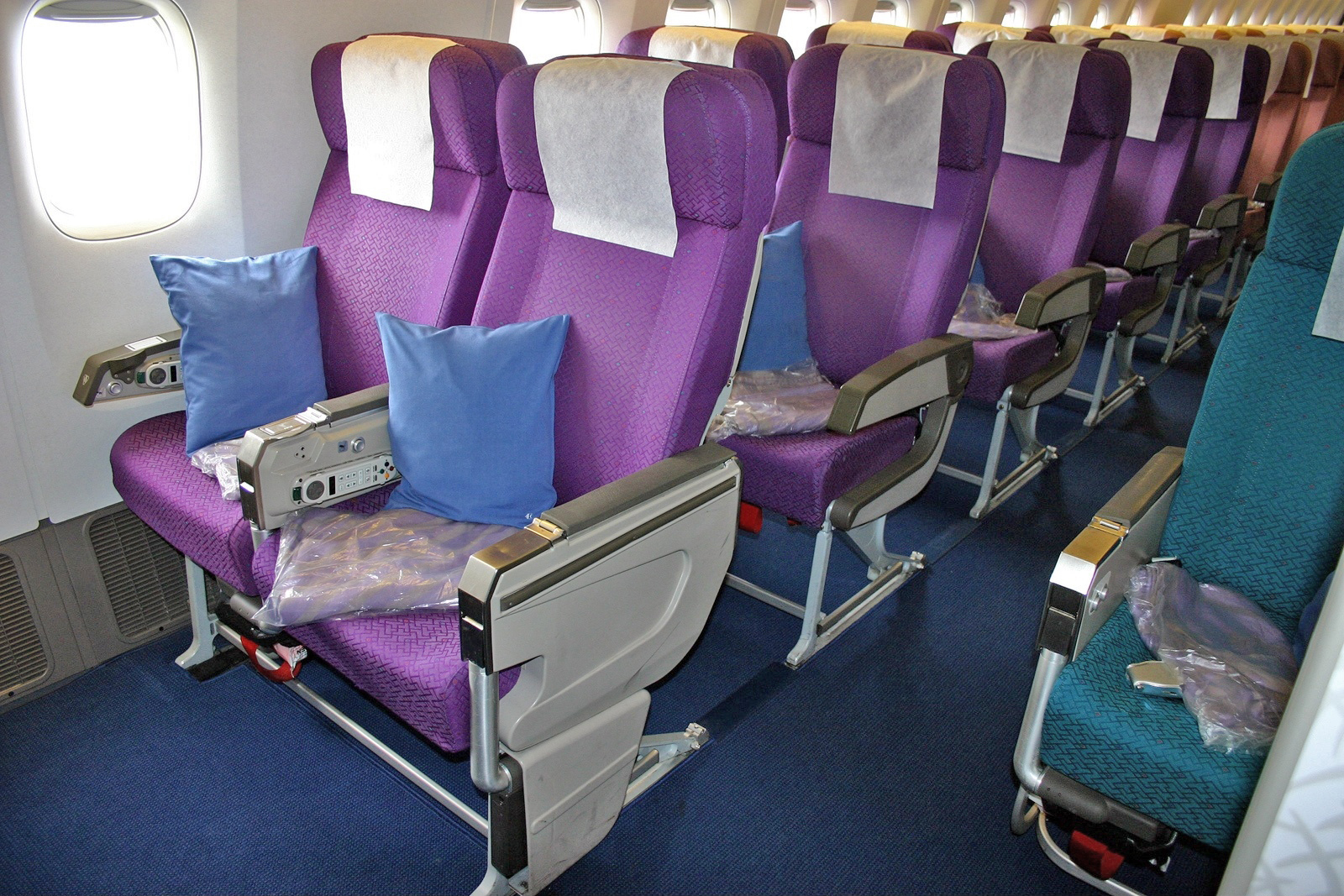
Ghế hạng phổ thông trên 9M-MRO (2004)

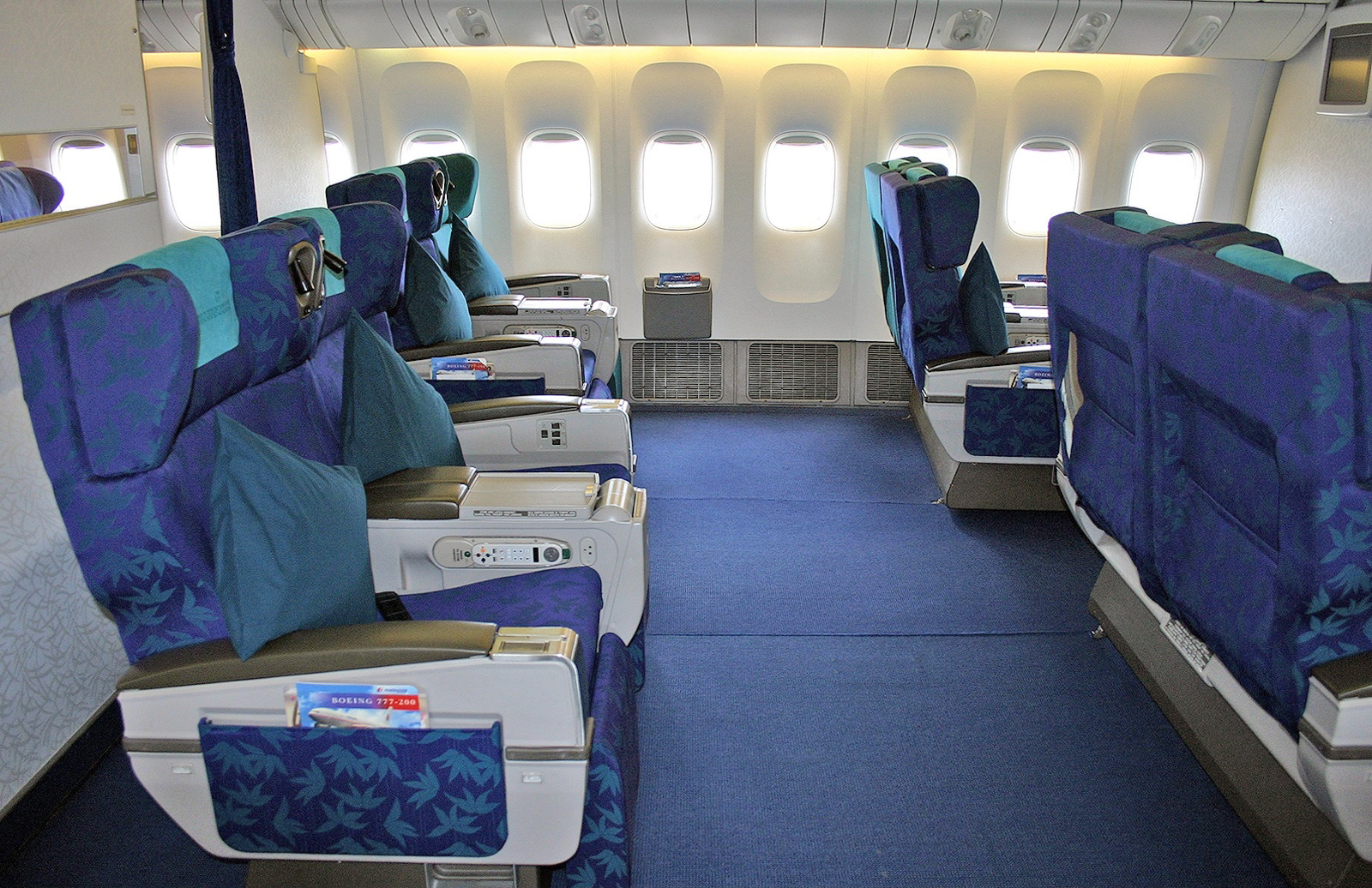
Ghế hạng Thương gia trên 9M-MRO (2004)

Máy bay Boeing 777-2H6ER, số xêri 28420, số đăng ký 9M-MRO. Đây là máy bay Boeing 777 thứ 404 được sản xuất, thực hiện chuyến bay đầu tiên vào ngày 14 tháng 5 năm 2002. Sau đó, máy bay được giao cho Malaysia Airlines vào ngày 31 tháng 5 năm 2002. Máy bay được trang bị bởi hai động cơ phản lực Rolls-Royce Trent 800 và được cấu hình để chở 282 hành khách. Chiếc máy bay 12 năm tuổi đã tích lũy được 53.471,6 giờ bay và 7.526 chuyến bay (cất cánh và hạ cánh) và là máy bay an toàn nhất không gặp sự cố. Tuy nhiên, máy bay đã từng gặp sự cố tại Sân bay quốc tế Phố Đông Thượng Hải vào tháng 8 năm 2012, dẫn đến bị hỏng đầu cánh. Máy bay đã được bảo dưỡng vào ngày 23 tháng 2 năm 2014. Máy bay đáp ứng tất cả các yêu cầu về độ an toàn cho khung máy bay và động cơ. Việc cung cấp thêm oxy cho phi hành đoàn được thực hiện vào ngày 7 tháng 3 năm 2014. Sau đó, máy bay đã được bảo dưỡng, nhưng không có vấn đề bất thường.
Máy bay liên quan, Boeing 777 đã được giới thiệu vào năm 1994 và có độ tin cậy cao. Kể từ chuyến bay thương mại đầu tiên vào tháng 6 năm 1995, máy bay Boeing 777 đã gặp sự cố với Chuyến bay 38 của British Airways vào năm 2008; và một vụ cháy buồng lái của Chuyến bay 667 của EgyptAir tại Sân bay quốc tế Cairo vào năm 2011; một vụ tai nạn của Chuyến bay 214 của Asiana Airlines vào năm 2013 (khiến 3 người tử vong); Chuyến bay 17 của Malaysia Airlines, bị bắn rơi ở Ukraina vào tháng 7 năm 2014; Chuyến bay 521 của Emirates, bị rơi và cháy khi hạ cánh xuống Sân bay quốc tế Dubai vào tháng 8 năm 2016, và vào tháng 11 năm 2017, một chiếc máy bay Boeing 777-200ER của Singapore Airlines bốc cháy tại Sân bay Changi Singapore.

## Điều tra

Điểm xuất phát và điểm đến theo lịch trình của MH370 và địa điểm lúc bắt đầu mất liên lạc ở vịnh Thái Lan

Các quan chức Hoa Kỳ đang điều tra về khả năng khủng bố. Hai hành khách trên chiếc máy bay mất tích bị nghi ngờ đã lên máy bay bằng cách sử dụng hộ chiếu đánh cắp của hai người có quốc tịch Áo và Ý. Christian Kozel, 30 tuổi, người Áo và Luigi Maraldi, 37 tuổi, người Italy, đã bác bỏ việc có mặt trên chuyến bay bị mất tích, dù họ có tên trong danh sách bay. Hai người cho biết hộ chiếu của họ bị ăn cắp tại Thái Lan lần lượt vào năm 2012 và 2013. Hoa Kỳ đang rà soát lại danh sách hành khách của chuyến bay và tiến hành điều tra trình báo.
Báo Phúc Kiến buổi tối đưa tin công an thành phố Hạ Môn, tỉnh Phúc Kiến, Trung Quốc, nghi vấn hai hành khách người nước này trên chuyến bay MH370 sử dụng hộ chiếu giả. Các hộ chiếu này ghi do công an Phúc Kiến cấp nhưng mã số và danh tính cá nhân trong đó không khớp nhau.
Hai vé của hai người mang hộ chiếu Áo và Ý được China Southern Airlines bán ra, hai vé đã được mua tại cùng một thời điểm và một đại lý du lịch ở Pattaya, Thái Lan, hai ngày trước khi chuyến bay. Hai khách này có hành trình bắt đầu tại Kuala Lumpur và tiếp tục thông qua Bắc Kinh đi Amsterdam, sau đó người có hộ chiếu Ý sẽ đi Copenhagen, còn người có hộ chiếu Áo sẽ đi Frankfurt.
Một số báo chí đưa tin hai người này đều được các cơ quan an ninh Malaysia cho là có nhận dạng châu Á. Tuy nhiên theo công bố của Cục hàng không dân dụng Malaysia sau khi xem băng hình thì họ không giống người châu Á. Cho đến nay chưa có báo cáo chính thức nào về mối liên hệ giữa những người sử dụng hộ chiếu giả với nguyên nhân mất tích máy bay.
Boeing đã thông báo rằng họ đã chuẩn bị một đội ngũ các chuyên gia cung cấp hỗ trợ kỹ thuật cho các nhà điều tra, phù hợp với các nghị định thư của Tổ chức Hàng không Dân dụng Quốc tế. Ngoài ra, Ban An toàn Giao thông Quốc gia Hoa Kỳ công bố trong một thông cáo báo chí ngày 08 tháng 3 rằng một nhóm các nhà điều tra đã được phái đi cùng với các cố vấn kỹ thuật của Cục hàng không Liên bang.
Ngày 11/3, tờ báo Malaysia Berita Harian cho biết Tư lệnh không quân Malaysia Rodzali Daud cho biết chiếc máy bay được phát hiện lần cuối qua radar quân đội vào lúc 2h40 ngày 8/3 (giờ địa phương), tại địa điểm gần đảo Perak ở phía bắc của eo biển Malacca. Máy bay bay ở độ cao 9.000 m. Trả lời phỏng vấn CCTV sau đó Tư lệnh không quân Malaysia khẳng định ông chưa bao giờ công bố về việc dò tìm được tín hiệu MH370 ở eo biển Malacca, và rằng báo chí nước này đã đưa tin sai.
Ngày 15/3, thủ tướng Malaysia Najib Razak thông báo Malaysia ngừng tìm kiếm máy bay mất tích ở Biển Đông, bởi MH370 đã quay trở lại Malaysia rồi tiến tiếp về phía tây bắc sang Ấn Độ Dương một cách có chủ ý. Tín hiệu cuối cùng của chiếc máy bay này lên tới một vệ tinh theo lời của thủ tướng Malaysia là vào lúc 8 giờ 11 phút (giờ địa phương) vào 8 tháng 3. Máy bay cất cánh vào lúc 0 giờ 41 phút, biến mất khỏi hệ thống ra đa vào lúc 1 giờ rưỡi, sau đó vẫn còn bay trên không trên 7 tiếng rưỡi.

## Tìm kiếm cứu hộ
Thời điểm ngày 12 tháng 3, đã có 39 máy bay và 42 tàu của 14 nước (Malaysia, Việt Nam, Trung Quốc, Singapore, Indonesia, Hoa Kỳ, Thái Lan, Australia, New Zealand, Philippines, Ấn Độ, Pháp, Đài Loan và Nhật Bản) tìm kiếm máy bay mất tích.
Malaysia
Malaysia Airlines xác nhận rằng các hoạt động tìm kiếm cứu nạn đã bắt đầu. Nhà chức trách Malaysia cũng đã phái một máy bay vận tải CASA / IPTN CN-235, bốn máy bay vận tải quân sự Lockheed C-130 Hercules, một chiếc máy bay Beechcraft King Air, hai chiếc Bombardier Aerospace, hai máy bay trực thăng Agusta, bốn máy bay trực thăng vận tải chiến thuật tầm xa Eurocopter EC725, sáu tàu Hải quân Hoàng gia Malaysia, và ba tàu của Cơ quan chấp pháp hàng hải Malaysia để tìm kiếm trên vùng biển nghi máy bay mất tích.
Việt Nam
Việt Nam đã sử dụng 3 máy bay vận tải Antonov AN-26, 2 máy bay tuần thám CASA C-212, 1 thủy phi cơ, 3 trực thăng, 7 tàu tham gia tìm kiếm và một số tàu máy bay hậu cần sẵn sằng cho tình huống xấu. Tàu của Việt Nam gồm tàu của hải quân và cảnh sát biển.
Ngày 9/3, thủy phi cơ của cảnh sát biển Việt Nam phát hiện mảnh vỡ được cho là cửa sổ máy bay, tuy nhiên không phải.
Pháp
Pháp đã yêu cầu Ban tìm kiếm cứu nạn hỗ trợ công tác tìm kiếm cứu nạn.
Úc
Chính phủ Australia cung cấp hai máy bay tuần tra trên biển Lockheed P-3 Orion của Không quân Úc tham gia hoạt động tìm kiếm cứu nạn.
Philippines
Philippines cử các tàu tuần tra biển và máy bay trinh sát hỗ trợ tìm kiếm ở Biển Đông.
Indonesia
Hải quân Indonesia đã liên lạc với Hải quân với Malaysia và Đại sứ quán Indonesia tại Kuala Lumpur công bố nước này sẽ gửi 5 tàu để giúp nhà chức trách Malaysia tìm kiếm cứu nạn.
Singapore
Một ngày sau sự cố, Singapore cũng cử 1 chiếc máy bay C-130 Hercules tham gia tìm kiếm. Sau đó, hai C-130 Hercules khác đã được phái đi, còn Hải quân Cộng hòa Singapore phái tàu frigate lớp Formidable với một máy bay trực thăng hải quân Sikorsky S-70B trên tàu, một tàu cứu hộ dưới biển, (Swift Rescue) với thợ lặn trên tàu; cũng như tàu corvette lớp Victory Vigour.
Thái Lan
Hải quân Hoàng gia Thái Lan cũng đã chuẩn bị phái ba tàu và một máy bay tham gia sứ mệnh tìm kiếm và cứu hộ. Hiện nay, hải quân Thái Lan đang chuyển trọng tâm tìm kiếm của mình ngoài vịnh Thái Lan sau khi phía Malaysia cho rằng có khả năng máy bay đã đổi hướng bay và có thể đã bị nạn trên biển Andaman ở Ấn Độ Dương.
Hoa Kỳ
Hoa Kỳ đã cử USS Pinckney, một tàu khu trục tên lửa lớp Arleigh Burke, chở 2 trực thăng MH-60R được trang bị cho việc tìm kiếm và cứu hộ, đang tiến hành các hoạt động huấn luyện ở Biển Đông để trợ giúp chiến dịch tìm kiếm máy bay Malaysia mất tích.
USS Pinckney, thuộc Hạm đội 7 của hải quân Hoa Kỳ đóng tại Okinawa (Nhật Bản), đã lên đường tới vùng biển phía Nam Việt Nam và trong vòng 24 giờ sẽ có mặt tại vùng biển nơi máy bay Malaysia được cho là mất tích. Hải quân Hoa Kỳ thông báo một máy bay tuần tra P-3C Orion từ căn cứ không quân Kadena tại Okinawa cũng sẽ tham gia công tác tìm kiếm.
Trung Quốc
Chủ tịch nước Trung Quốc và thủ tướng Trung Quốc cũng chỉ đạo cho các cơ quan hữu quan nước này tham gia tìm kiếm cứu nạn.
Trung Quốc triển khai 10 vệ tinh dò tìm và hai tàu cứu hộ Trung Quốc đã được đưa đến Biển Đông tham gia tìm kiếm.
Bộ trưởng Ngoại giao Trung Quốc Vương Nghị đã đề nghị Việt Nam tạo điều kiện cho các lực lượng cứu hộ nước này tham gia tìm kiếm cứu nạn vụ trong khu vực vùng đặc quyền kinh tế của Việt Nam tại vịnh Thái Lan.
Hai tàu Trung Quốc được cấp phép vào thực hiện công tác tìm kiếm, cứu hộ, cứu nạn trong vùng biển Việt Nam bao gồm tàu Tỉnh Cương Sơn (999) và tàu Miên Dương (528).
New Zealand
Chính phủ New Zealand cung cấp một máy bay tuần tra trên biển Lockheed P-3 Orion tập trung tại căn cứ không quân  Butterworth ở Penang (Malaysia) cùng phối hợp với Không quân Úc tham gia hoạt động tìm kiếm cứu nạn.
Ấn Độ
Ấn Độ điều một số tàu chiến cùng trực thăng trinh sát tìm kiếm những vùng biển gần Ấn Độ Dương và eo biển Malacca. Ngoài ra còn khoảng 5 vệ tinh không gian cũng được tăng cường.
Đài Loan
Quân đội Đài Loan có một máy bay C-130 cùng một khu trục hạm và hai tàu cảnh sát biển.
Nhật Bản
Nhật Bản ngày 11/03 đã điều động hai máy bay vận tải C-130 của Lực lượng Tự vệ Phòng không và hai máy bay tuần tra P-3C của Lực lượng Tự vệ Hàng hải. Ngoài ra, một đội tiền trạm của Nhật Bản gồm 8 thành viên, trong đó có các sĩ quan của SDF, sẽ có mặt tại sân bay quốc tế Kuala Lumpur vào ngày 12/03.

## Hành khách và phi hành đoàn
| Quốc tịch           | Số người |
| ------------------- | -------- |
| Úc                  | 6        |
| Canada              | 2        |
| Trung Quốc          | 153      |
| Pháp                | 4        |
| Ấn Độ               | 5        |
| Indonesia           | 7        |
| Iran                | 2        |
| Malaysia            | 50       |
| Hà Lan              | 1        |
| New Zealand         | 2        |
| Nga                 | 1        |
| Đài Loan            | 1        |
| Ukraina             | 2        |
| Hoa Kỳ              | 3        |
| Tổng (14 quốc tịch) | 239      |

Máy bay chở 239 hành khách, với 12 thành viên phi hành đoàn Malaysia và 227 hành khách đến từ 14 quốc gia. Malaysia Airlines đã công bố quốc tịch của hành khách và phi hành đoàn, dựa trên bản kê khai chuyến bay. Danh sách hành khách sau đó đã được thay đổi để bao gồm hai hành khách Iran đi trên hộ chiếu Áo và hộ chiếu Ý bị đánh cắp.

### Phi hành đoàn
Tất cả 12 thành viên phi hành đoàn — gồm 2 phi công và 10 tiếp viên hàng không — đều là người Malaysia.
- Cơ trưởng của chuyến bay là Zaharie Ahmad Shah, 53 tuổi, đến từ Penang. Zaharie gia nhập hãng hàng không Malaysia Airlines vào năm 1981. Sau khi được đào tạo, huấn luyện và nhận bằng phi công thương mại, Zaharie trở thành cơ phó thứ hai của Malaysia Airlines vào năm 1983, và sau đó được làm cơ trưởng của máy bay Boeing 737-400 vào năm 1991, cơ trưởng của Airbus A330-300 vào năm 1996 và là cơ trưởng của Boeing 777-200 vào năm 1998. Zaharie đã có tổng cộng 18.365 giờ bay.[35][82][83]
- Cơ phó là Fariq Abdul Hamid, 27 tuổi. Fariq gia nhập Malaysia Airlines vào năm 2007. Sau khi được làm cơ phó thứ hai của máy bay Boeing 737-400, Fariq được làm cơ phó của máy bay Boeing 737-400 vào năm 2010 và sau đó chuyển sang Airbus A330-300 vào năm 2012. Vào tháng 11 năm 2013, Fariq bắt đầu được đào tạo với tư cách là cơ phó của Boeing 777-200. MH370 là chuyến bay huấn luyện cuối cùng của Fariq. Fariq đã có tổng cộng 2.763 giờ bay.[27][35][84][85]

### Hành khách
Trong số 227 hành khách, có 153 hành khách là người Trung Quốc, và 38 hành khách là người Malaysia. Những hành khách còn lại đến từ 12 quốc gia. Trong số hành khách này, có 20 hành khách, trong đó có 12 người đến từ Malaysia và 8 người đến từ Trung Quốc là nhân viên của Freescale Semiconductor.
Thông qua thỏa thuận năm 2007 với Malaysia Airlines, Tzu Chi (một tổ chức Phật giáo quốc tế) đã cử các đội được đào tạo đặc biệt đến Bắc Kinh và Malaysia để hỗ trợ tinh thần cho gia đình hành khách. Hãng cũng cử đội ngũ chăm sóc và tình nguyện viên đồng ý chịu chi phí đưa các gia đình của hành khách đến Kuala Lumpur và cung cấp chỗ ở, chăm sóc và tư vấn cho họ. Tổng cộng, có 115 hành khách Trung Quốc đã đi đến đến Kuala Lumpur. Một số hành khách Trung Quốc muốn về nước vì họ cảm thấy bị cô lập khi ở Malaysia.

## Giả thiết và nghi vấn
Việc máy bay MH370 đột ngột mất tích thường được liên tưởng đến Chuyến bay 447 của Air France mất tích ở Đại Tây Dương năm 2009. Nguyễn Thành Trung, nguyên Phó Tổng Giám đốc Vietnam Airlines nghiêng về giả thuyết máy bay bị khủng bố làm nổ, và khả năng tìm được máy bay có thể là "rất nhanh, nhưng cũng rất lâu". Long Nguyễn, một kỹ sư phục vụ trong Không lực Hoa Kỳ cho là có khả năng máy bay đã bị không tặc. Một số giả thuyết cho rằng cơ trưởng Zaharie Ahmad Shah đã khống chế máy bay và lao máy bay xuống biến để tự sát vì bất ổn tâm lý.

## Mảnh vỡ

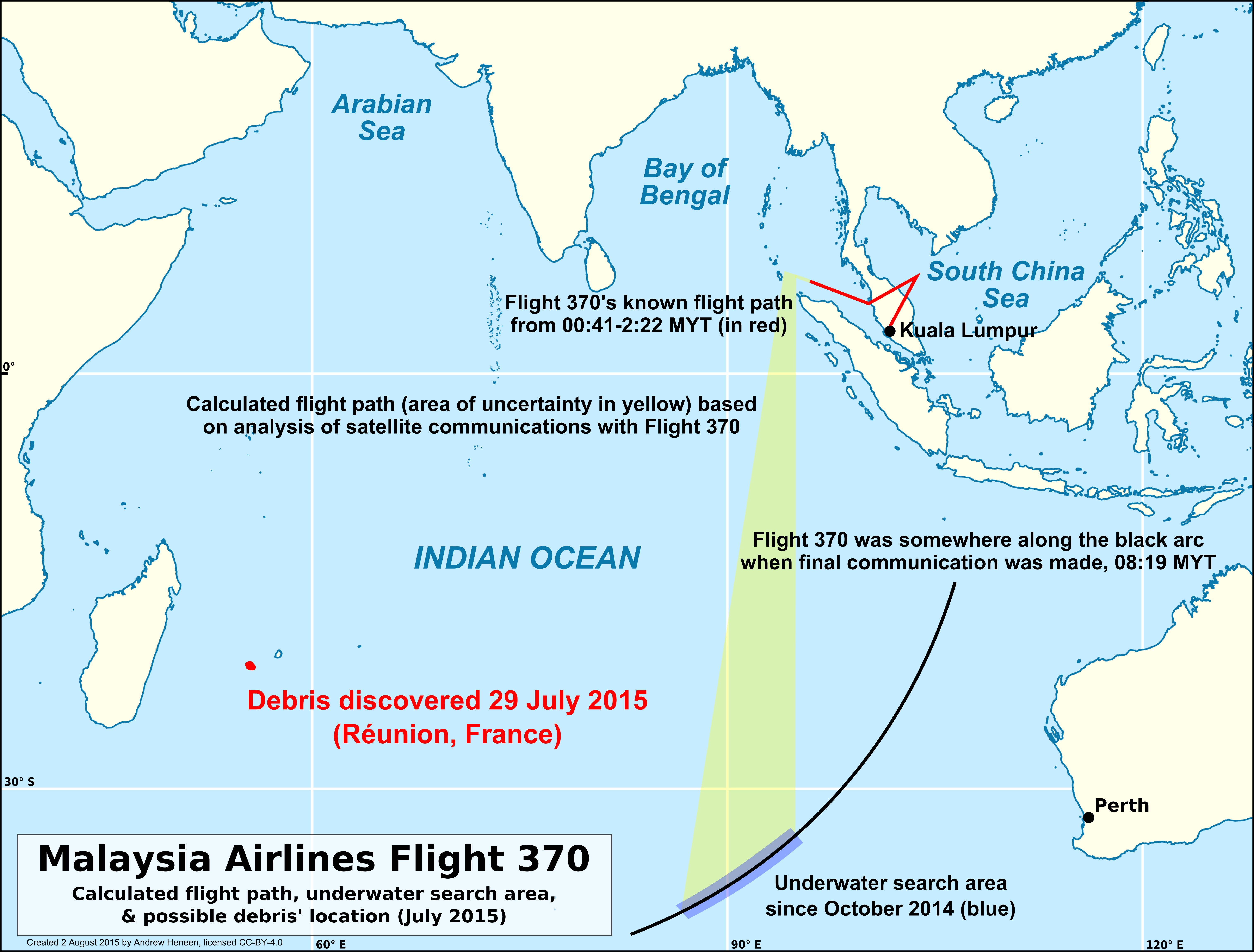
Vị trí mảnh vỡ ở Reunion so với điểm mất tích tín hiệu

Sáng 29/7/2015 - hơn một năm sau ngày mất tích của MH370, một đội dọn dẹp đã phát hiện một mảnh vỡ ở bờ biển đảo Reunion, lãnh thổ hải ngoại của Pháp ở phía đông Madagascar, nằm trên Ấn Độ Dương - nghi là mảnh vỡ của nó. "Gần như chắc chắn rằng mảnh vỡ được tìm thấy là bộ phận đằng sau cánh của Boeing 777. Người đứng đầu đội điều tra đã nói với tôi như vậy", Reuters dẫn lời ông Abdul Aziz Kaprawi, Thứ trưởng Giao thông Malaysia, cho hay. Vật thể dài 2,7 m, rộng 1 m, bị ngâm nước trong thời gian dài, rong rêu và các loài sinh vật sống ký sinh đã bám trụ trên đó chứng tỏ rằng nó đã chìm trong nước một khoảng thời gian khá lâu, "ít nhất là 6 tháng". Điều đặc biệt là trên vật thể có con số BB670. Xavier Tytelman, chuyên gia về an ninh hàng không, nói rằng, các hình ảnh về mảnh vỡ cho thấy "điểm tương đồng đáng kinh ngạc giữa nó với cánh liệng treo của Boeing 777". Trong khi đó, từ mô hình trên máy tính, giáo sư Charitha Pattiaratchi của trường Đại học Tây Australia, nhận định, mảnh vỡ của phi cơ sẽ nổi lên ở khu vực xung quanh đảo Reunion trong vòng 18 đến 24 tháng nhưng tốc độ hiện nay là không thống nhất và khó dự đoán. Truyền thông toàn thế giới đã đưa tin nhanh chóng và quyết liệt - vì đơn giản nó là bằng chứng duy nhất để có thể lý giải số phận của chuyến bay xấu số đến thời điểm đó. Hiện Chính phủ Malaysia và hãng Boeing đã cử người đến đảo Reunion để xem xét vật thể và đưa ra các quyết định, kết luận. Rất nhiều chuyên gia khẳng định đó là mảnh vỡ của MH370, thế nhưng nhiều người lại cho rằng nếu đó thật sự là một phần của chuyến bay xấu số thì chưa chắc gì số phận của nó đã phơi bày. Các chuyên gia đang cố gắng xác định mẫu vật số phận cuối cùng của chuyến bay MH370 vẫn là câu hỏi chưa có lời giải đáp.
Bên cạnh đó, một chiếc va li có nhiều đồ đạc bên trong với tình trạng hư hỏng nặng đã được tìm thấy, được nghi là của hành khách MH370 cũng tại địa điểm này.
Vài ngày sau đó, một mảnh kim loại nghi là cửa thoát hiểm của MH370 đã được tìm thấy, nhưng các giới chức Malaysia khẳng định rằng nó không phải của Boeing 777.
Ngày 5/8/2015, mảnh vỡ đầu tiên và chiếc va li được đưa về Pháp, cảnh sát tại đó và hàng trăm chuyên gia từ khắp mọi nơi phân tích để xác định nguồn gốc của nó có phải từ chuyến bay xấu số không.
Sáng sớm ngày 6/8/2015, thủ tướng Malaysia Najib Razak chính thức xác nhận mảnh vỡ đầu tiên được tìm thấy vào ngày 29/7 là một phần của MH370. Nó là bộ phận cánh tà giúp máy bay thăng bằng. "Hôm nay, sau 515 ngày biến mất bí ẩn, tôi cảm thấy nặng nề khi phải thông báo, các chuyên gia đã kết luận mảnh vỡ máy bay tìm thấy trên đảo Reunion thực sự là một phần của MH370", ông Razak nói. Phản ứng trước thông tin xác nhận mảnh vỡ là của phi cơ Boeing 777 mất tích, Malaysia Airlines bày tỏ "niềm thương tiếc sâu sắc đối với gia đình và bạn bè của những hành khách trong chuyến bay MH370", CNN đưa tin. Tin ngoài lề cho biết rằng để xác định mảnh vỡ trên, các chuyên gia quân sự Pháp đã phải dùng kính hiển vi phóng đại 100.000 lần để phân tích chúng. Bên cạnh đó, người ta tiếp tục tìm kiếm các mảnh vỡ xung quanh đảo Reunion để thu thập thêm bằng chứng cho chiếc máy bay xấu số.
Tuy nhiên, đến ngày 14/8/2015, chính quyền Malaysia đã tuyên bố các mảnh vỡ tìm thấy không phải là của MH370.
Dù vậy, nhưng đến ngày 4/9/2015, phía điều tra Pháp xác nhận mảnh vỡ được tìm thấy tại đảo Réunion là của MH370.

## Vị trí máy bay
Vào năm 2021, các nhà chức trách tuyên bố rằng họ đã xác định được vị trí của chiếc máy bay, nằm gần bờ biển phía tây của Úc và Indonesia. Tuy nhiên, vào đầu năm 2024, ông Godfrey cho rằng máy bay có thể rơi tại khu vực ở Ấn Độ Dương, cách thành phố Perth ở Úc khoảng 1.500 km về phía tây, trong khi chỉ mới phân nửa khu vực này từng được tìm kiếm dưới nước.